# Diaphanes harmandi
Diaphanes harmandi is een keversoort uit de familie glimwormen (Lampyridae). De wetenschappelijke naam van de soort is voor het eerst geldig gepubliceerd in 1925 door Pic.